# Гаца (Бергамо)
Гаца је насеље у Италији у округу Бергамо, региону Ломбардија.
Према процени из 2011. у насељу је живело 44 становника. Насеље се налази на надморској висини од 517 м.